# Diestothyris tisimania
Diestothyris tisimania är en armfotingsart som först beskrevs av Nomura och Kishio Hatai 1936.  Diestothyris tisimania ingår i släktet Diestothyris och familjen Terebrataliidae. Inga underarter finns listade i Catalogue of Life.